# Menetia timlowi
Menetia timlowi är en ödleart som beskrevs av  Ingram 1977. Menetia timlowi ingår i släktet Menetia och familjen skinkar. Inga underarter finns listade i Catalogue of Life.